# Okrsek 13
Okrsek 13 (v originále Banlieue 13) je francouzský akční film z roku 2004, ve kterém významnou roli hraje parkour.

## Děj
V roce 2010 nechala francouzská vláda vybudovat kolem okrajových sociálně problematických pařížských čtvrtí zdi a uzavřela tamní obyvatelstvo do ghett nazývaných okrsky, kde neplatí žádná pravidla ani zákony. Děj začíná v roce 2012 v okrsku 13 v domě, kde žije Leïto, který ukradl heroin vůdci zločinného gangu Tahovi a ten poslal své muže pod velením K2, aby mu heroin vzali a Leïta přivedli. Leïto stihne veškerý heroin zničit a gangsterům uprchne. Taho proto nechá unést Leïtovu sestru Lolu. Když Leïto zjistí, že Taho má jeho sestru jako rukojmí, pronikne do jeho domu, a společně s ní zajmou Taha. Podaří se jim uniknout gangsterům a odjedou na policejní stanici, kde chtějí nechat Taha zavřít. Policie je však na jeho straně. Leïto jde do vězení, Taho je volný a může si odvést jeho sestru Lolu.
Policista Damien má za úkol boj proti organizovanému zločinu. Je proto vyslán do 13. okrsku, aby nalezl a zneškodnil pokusnou tříštivou bombu, o které si vláda myslí, že jí má gangster Taho a chce ji odpálit. Za spolupracovníka získá Leïta, který chce osvobodit svoji sestru Lolu a Taha dostat za mříže. Policista Damien se pokusí od gangsterů bombu odkoupit, ale vláda nechce na tento projekt uvolnit peníze. Naopak se podaří Tahovi zablokovat všechny jeho bankovní účty v zahraničí. Když to jeho gangsteři zjistí, zabijí ho a novým vůdcem se stane K2. Nakonec se Leïto a Damien dostanou až k bombě, kde je uvázaná i Lola. Leïtovi dojde, že bomba je nastražená léčka a snaží se to Damienovi rozmluvit. Strhne se mezi nimi souboj a Damien nestihne zadat kód, který měl zabránit výbuchu bomby. Přesto bomba nevybuchne. Bomba měla vybuchnout záměrně ve 13. okrsku, aby zlikvidovala tamní obyvatelstvo. Na Leïtův popud Damien odhalí zločince ve vládě schopné organizovat zabíjení nevinných lidí.

## Obsazení
| David Belle     | Leïto         |
| Cyril Raffaelli | Damien Tomaso |
| Tony D'Amario   | K2            |
| Dany Verissimo  | Lola          |